# 401e régiment d'infanterie
Le 401e RI est un régiment d'infanterie de l'armée de terre française constitué en 1915 avec des éléments provenant des dépôts des 1re et 12e régions militaires (Lille et Limoges).
Les régiments dont le numéro est supérieur à 400 sont des régiments de marche.

## Création et différentes dénominations
- 8 mai 1915 : Constitution du 401e Régiment d'Infanterie au camp de La Courtine avec des éléments venus des dépôts des 1re et 12e Régions Militaires, en application d'une circulaire ministérielle du 21 avril 1915.

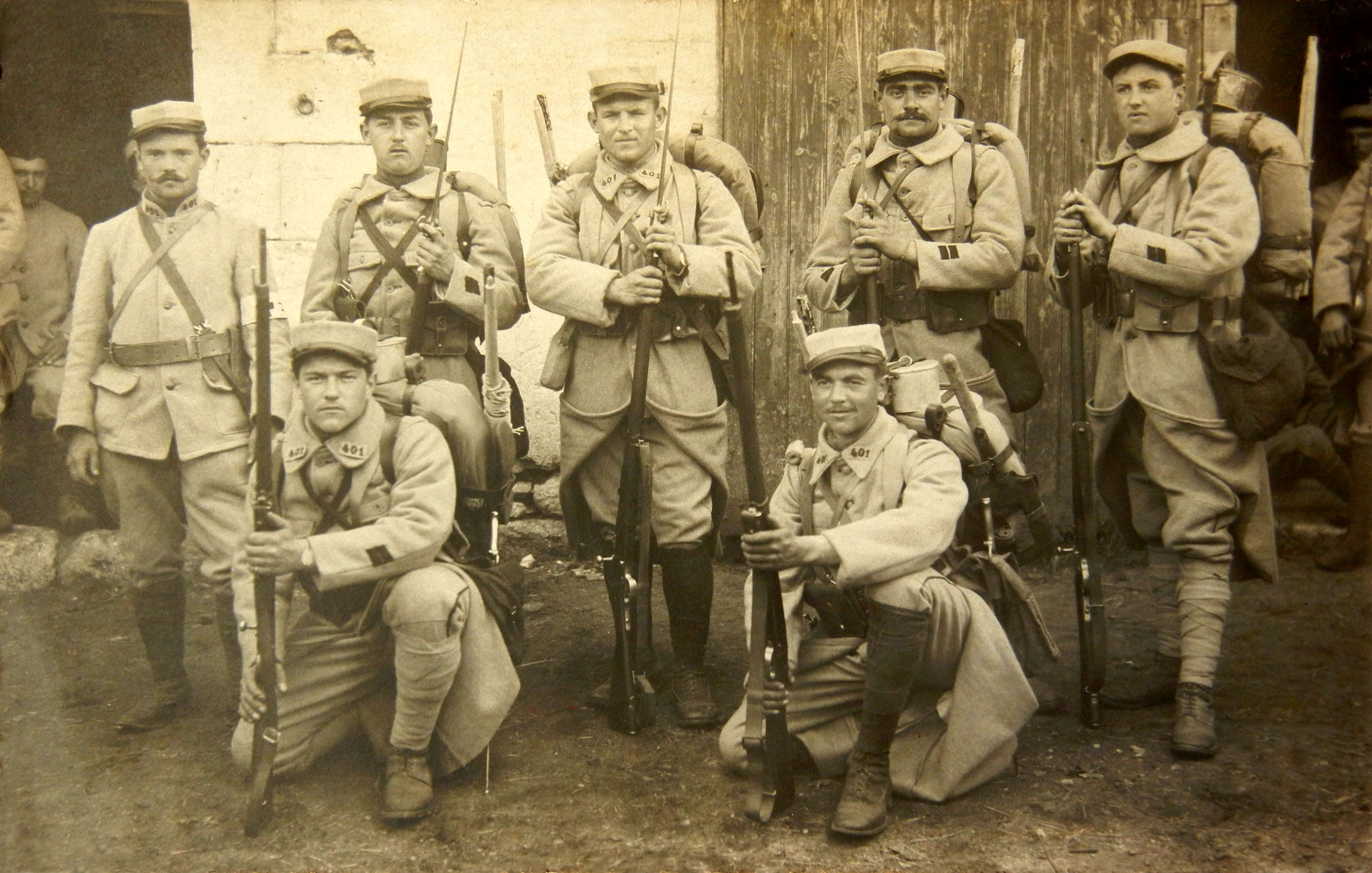
Soldats du Régiment d'Infanterie en 1915

## Chefs de corps durant la Grande Guerre
- du 8 mai 1915 au 18 mai 1916 : lieutenant-colonel Jean-Antoine-Eugène Quiquandon.
- du 18 mai 1916 au 31 décembre 1916 : lieutenant-colonel Jean-Baptiste-Germain-Louis Bouchez.
- du 1er janvier 1917 au 20 mai 1917 : lieutenant-colonel Eugène-Paul-Émile-Albert Vanbremeersch.
- du 20 mai 1917 au 10 février 1918 : lieutenant-colonel François Canonne.
- du 10 février 1918 à après avril 1919 : lieutenant-colonel Pierre Bornèque.

## Historique des garnisons, combats et batailles du401eRI

### Première Guerre mondiale

#### Affectations
- 157e division d’infanterie d’avril 1915 à août 1916 ;
- 133e division d’infanterie d’août 1916 à novembre 1918.

#### 1915
- Avril – septembre : instruction à Meximieux ;
- Septembre – octobre :  Bataille de Champagne : Ferme des Wacques puis cote 150, bois B, bois Sabot, bois Raquette, Epine de Vedegrange ;
- Octobre – décembre : Alsace: Ammertzwiller, Balschwiller.

#### 1916
- Mars – août : frontière Suisse: Belfort, Vézelois, Delle, Ammertzwiller ;
- Septembre: Bataille de Verdun : Vaux-Chapitre
- Octobre : Bataille de Verdun : Vaux-Chapitre, saillant de Montbrisson, tranchée de Wesel, tranchée Lecourt et de la Bavière, crête du Nez de Souville, la Sablière, ravin du Bazil, tranchées de la Carniole et de Gotha, ravin du bois Fumin ;
- Décembre : Bataille de Verdun : ouvrage d’Hardaumont, Ravin de Fausse-Côte et  ouvrage du Muguet, qui lui valut le nom de Régiment du Muguet.

#### 1917
- Janvier - début février: Verdun: ouvrage de Bezonvaux, ravin du Pré
- Février-Avril:  recomplètement des effectifs, instruction. Deux bataillons sont détachés aux usines de Marnaval pour fournir des travailleurs
- Avril – mai :  Chemin des Dames : coteaux de Vendresse, Sucrerie de Cerny ;
- Juillet – octobre : Offensive des Flandres: Roeningue, Bikschote secteur de Bruet, forêt d’Houthulst, ferme des Poitiers ;
- Novembre 1917 – février 1918 : Merkem, Nieuport.

#### 1918
- Mars :  Somme: Le Quesnel, bois de Moreuil, Hourges, Thennes ;
- Avril – mai :  Flandres: Boeschepe, Bailleul, ferme Appétit, secteur des Monts des Flandres ;
- Juillet – août : Picardie: moulin de Tricot, parc du Frétoy, Coivrel, tranchée des Bonnets à Poils puis Le Frétoy, Vaux, Beuvraignes puis bois Marotin, Bus, bois de Bus ;
- Septembre - octobre: Epine de Dallon, Harly ;
- Novembre : Chimay.

### Entre-deux-guerres
- En vertu d'une prescription du Ministre de la Guerre en date du 18 février 1918, le 401e RI n'est pas dissous à l'issue du conflit, « en remplacement du 145e Régiment d'Infanterie qui a cessé d'exister au cours de la guerre »[1] ; cette mesure est exceptionnelle.
- Il est maintenu comme régiment d’active jusqu'en juillet 1922[2].
- Il porte le surnom de Le Gaulois (source de 1920 ; 21e Corps d'armée - 43e Division - 85e brigade). Cette dénomination lui a été conférée par l'ordre no 484 du 15 mars 1919 émanant du général Valentin, commandant de la 133e D.I. À la suite de la dissolution de cette grande unité, qui était surnommée La Gauloise, son chef, soucieux d'en perpétuer la renommée à travers l'un de ses anciens régiments, « remet au corps la gloire de la Gauloise en lui conférant le nom de Gaulois »[1].

## Drapeau
Il porte, cousues en lettres d'or dans ses plis, les inscriptions suivantes :
- Verdun 1916
- Flandres 1917-1918
- L'Avre-Montdidier 1918
- Saint-Quentin 1918

- Cinq citations à l’ordre de l’armée
- Il obtient la fourragère aux couleurs de la Médaille militaire le 19 septembre 1918.

## Faits d'armes faisant particulièrement honneur au régiment
- Baptême du feu du 401° le 29 septembre 1915 à l'Epine de Védegrange
- Le 24 octobre 1916 à Verdun, participation à l'attaque lors de la reprise du fort de Douaumont
- Le 15 décembre 1916 à Verdun, enlèvement des ouvrages d'Hardaumont et du Muguet
- Le 26 et 27 octobre 1917, attaque victorieuse dans les Flandres (Aschoop, Klostermolen, in den Hamel Cabaret)
- Combats dans le secteur de Moreuil fin mars début avril 1918 débouchant sur l'arrêt de la progression de l'armée allemande lors de l'Opération Michael
- Attaque victorieuse sur Montdidier (Le Fretoy-Vaux) en août 1918 qui débute l'Offensive des Cent-Jours
- Participation à la libération de Saint-Quentin en octobre 1918

## Personnages importants ayant servi au401erégiment
Sous-Lieutenant Louis François Marie Franchet d'Espèrey, fils du général Louis Félix Marie François Franchet d'Espèrey, tué à Douaumont le 25 octobre 1916

## Morts pour la France
Environ 1 600 hommes dont 55 officiers sont morts durant la guerre ou peu de temps après la fin du conflit. (dernier relevé en date du  14 juillet 2017)

### Sources et bibliographie
1. 1 2  JMO du 401e RI. du 23 août 1917 au 1er avril 1919, SHD, 26 N 766/4, numérisé sur le site Mémoire des hommes.
2. ↑  « Dissolution 401e RI - R.I. - Forum Pages d'Histoire - FORUM pages 14-18 », sur pages14-18.mesdiscussions.net (consulté le 14 juillet 2017)
3. ↑  Décision no 12350/SGA/DPMA/SHD/DAT du 14 septembre 2007 relative aux inscriptions de noms de batailles sur les drapeaux et étendards des corps de troupe de l'armée de terre, du service de santé des armées et du service des essences des armées, Bulletin officiel des armées, no 27, 9 novembre 2007
4. ↑  « Accueil - Mémoire des hommes », sur www.memoiredeshommes.sga.defense.gouv.fr (consulté le 14 juillet 2017)
5. ↑  « Faire une recherche - Mémoire des hommes », sur www.memoiredeshommes.sga.defense.gouv.fr (consulté le 14 juillet 2017)